# Тип сквоша
Тип сквоша (пропозиційне обрізання) — тип, який «стискає» або «обрізає» тип до пропозиційної секвенції у гомотопічній теорії типів. Позначається подвійною вертикальною рискою {\displaystyle ||\cdot ||}.

## Визначення
Для будь-якого терму {\displaystyle a} типу {\displaystyle A} існує пропозиційне обрізання {\displaystyle |a|:||A||}, де {\displaystyle |a|} — образ {\displaystyle a:A} у {\displaystyle ||A||.} Її можна розглядати як формальну операцію, яка робить рівними усі терми, які належать до даного типу («населяють» його). Інший випадок, де для будь-яких {\displaystyle x,y:||A||} має місце {\displaystyle x=y,} гарантує, що {\displaystyle ||A||} — пропозиція.
Принцип рекурсії для {\displaystyle ||A||} полягає у тому, що якщо {\displaystyle B} — пропозиція та {\displaystyle f:A\to B,} то існує індукована функція {\displaystyle g:||A||\to B} така, що {\displaystyle g(|a|)\equiv f(a)} для усіх {\displaystyle a:A.} Іншими словами, будь-яка пропозиція слідує з {\displaystyle ||A||.} Таким чином, пропозиція {\displaystyle ||A||} не містить більше інформації, ніж факт належності (населеності) {\displaystyle A.} Завдяки пропозиційному обрізанню можна розширити логіку простих пропозицій, щоб охопити диз'юнкцію й квантор існування. Зокрема, {\displaystyle ||A+B||} проста пропозиційна версія «{\displaystyle A} або {\displaystyle B}» яка не «запам'ятовує» інформацію про те, який диз'юнкт є істинним. Принцип рекурсії для обрізання має на увазі, що можна провести аналіз на випадок {\displaystyle ||A+B||} при спробі доказати просту пропозицію. Іншими словами, якщо {\displaystyle P} — пропозиція, то для визначення {\displaystyle ||A+B||\to P} достатньо побудувати функцію {\displaystyle A+B\to Q.}
Якщо {\displaystyle P} проста пропозиція, то {\displaystyle P\sim ||P||.} В силу {\displaystyle \mathrm {Id} _{P}:P\to P} для {\displaystyle ||P||} справедливе {\displaystyle ||P||\to P.} Припустимо, що сімейство типів {\displaystyle P:A\to {\mathcal {U}}} таке, що
- для будь-якого {\displaystyle x} тип {\displaystyle P(x)} є простою пропозицією та
- для будь-якого {\displaystyle x} має місце {\displaystyle ||P||.}

Тоді {\displaystyle \prod _{(x:A)}P(x).}
Можна визначити предикат {\displaystyle Q:B\to {\mathcal {U}}} такий, що {\displaystyle \sum _{x:B}Q(x)} є простою пропозицією. Тоді з елемента {\displaystyle A} отримується елемент {\displaystyle b:B} такий, що {\displaystyle Q(b),} тому з {\displaystyle ||A||} можна побудувати {\displaystyle ||\sum _{(x:B)Q(x)}||} і тому, що {\displaystyle ||\sum _{(x:B)}Q(x)||\sim \sum _{(x:B)}Q(x),} може бути отриманий елемент з {\displaystyle B.}
Таким чином, вибір єдиний.
Якщо ми хочемо визначити функцію {\displaystyle f:A\to B,} та в залежності від елемента {\displaystyle a:A} доказати просто існування декотрого {\displaystyle b:B,} необхідно визначити елемент з {\displaystyle B} шляхом допрацювання аргументу для унікального існування {\displaystyle b:B} як у теорії типів. У теорії множин ця проблема вирішується застосуванням аксіоми вибору, яка допомагає вибрати необхідні елементи. Таким чином, якщо {\displaystyle A} не є множиною (наприклад, універсумом {\displaystyle {\mathcal {U}}}), то не існує узгодженої форми вибору, яка дозволила б просто вибрати елемент з {\displaystyle B} для кожного {\displaystyle a:A} для використання у визначенні {\displaystyle f(a).}

### Аксіома вибору
Запис у звичайній нотації
{\displaystyle (\forall (x:X).\exists (a:A(x)).P(x,a))\Rightarrow (\exists (g:\prod _{(x:X)}A(x)).\forall (x:X).P(x,g(x)))}
перепишеться
{\displaystyle (\prod _{x:X}||\sum _{a:A(x)}P(x,a)||)\to ||\sum _{(g:\prod _{(x:X)}a(x))}\prod _{(x:X)}P(x,g(x))||,}
де «існує {\displaystyle x:A} таке, що {\displaystyle B(x)}» записується як {\displaystyle ||\sum _{(x:A)}B(x)||.} Це еквівалентно формулюванню, що для будь-якої множини {\displaystyle X} та будь-якого {\displaystyle Y:X\to {\mathcal {U}}} такого, що кожне {\displaystyle Y(x)} є множиною, має місце {\displaystyle (\prod _{x:X}||Y(x)||)\to ||\prod _{x:X}Y(x)||,} де {\displaystyle Y(x):\equiv \sum _{(g:A(x))}P(x,a).} Та навпаки, {\displaystyle A(x):\equiv Y(x)} та {\displaystyle P(x,a):\equiv 1.}

Це відповідає відомій еквівалентній формі класичної аксіоми вибору, а саме:
Дано набір непорожніх множин, їхній декартів добуток є непорожньою множиною.

## Програмування
Пропозиційне обрізання дозволяє перевести тип \Type у пропозицію \Prop. У мові Arend є спеціальні універсуми \Prop та \Set, які складаються з пропозицій та множин, відповідно. Якщо відомо, що тип А міститься у \Prop (або \Set), то доказ відповідної властивості isProp (або isSet) у Arend може бути отриманий за допомогою вбудованої до прелюдії аксіоми Path.inProp:
\func inProp {A : \Prop} : \Pi (a a' : A) -> a = a'